# Carl-Henning Pedersen
Carl-Henning Pedersen (Kopenhagen, 23 september 1913 - Frederiksberg, 20 februari 2007) was een Deense kunstschilder van internationale betekenis. Hij was lid van de Cobra-beweging en had daarin een belangrijke Deense inbreng. In 1934 trouwde hij met de kunstschilder Else Alfelt die eveneens lid was van Cobra.

## Leven en werk
Pedersen was aanvankelijk van plan schrijver te worden, maar begon in 1933 met schilderen nadat hij de drie jaar oudere Else Alfelt had ontmoet, die al veel langer schilderde. Zij haalde hem over ook te gaan schilderen. In 1934 trouwden ze. Als kunstschilder was Pedersen een autodidact. Hij schilderde bijna van meet af aan abstract en had een voorliefde voor buitenaardse wezens, voor paarden en vogels, alsook voor fabeldieren; dat laatste vanaf 1938.
Met de organisatorische en ideologische kanten van Cobra had hij slechts zeer weinig bemoeienis; zijn belangstelling ging hoofdzakelijk naar het schilderen uit. Pedersen was het meest productief in de periode dat Cobra actief was en werd een van de prominente naoorlogse kunstenaars van Denemarken.

In zijn werk liet hij zich onder meer inspireren door bekende kunstschilders als Pablo Picasso, Marc Chagall en Georges Braque. Ook liet hij zich beïnvloeden door de Scandinavische volkskunst.
Toen in de vroege zeventiger jaren de stad Kopenhagen Pedersens donatie van 3.000 tekeningen, schilderijen en sculpturen weigerde wegens gebrek aan een geschikte plaats, vond de kunstenaar de stad Herning bereid om een museum te bouwen. Het werd het Carl-Henning Pedersen og Else Alfelt Museum, waarin ook het werk van zijn collega COBRA-schilder en eerste vrouw, twee jaar na haar dood, werd ondergebracht.
Op 5 september 1974 werd hij benoemd tot Ridder der Eerste Klasse in de Orde van de Dannebrog.
Op 20 februari 2007 overleed Pedersen na een langdurig ziekbed op 93-jarige leeftijd.